# بهجه (وادي الدواسر)
مركز بهجه  هو مركزٌ إداري تابعٌ لمحافظة وادي الدواسر في منطقة الرياض ، ويصنف من فئة (ب) ورمزه 1265.